# Seis Naciones M21 2002
El Seis Naciones M21 de 2002 fue la décima edición del torneo de rugby para menores de 21 años.

## Equipos participantes
- Selección juvenil de rugby de Escocia (Escocia M21)
- Selección juvenil de rugby de Francia (Francia M21)
- Selección juvenil de rugby de Gales (Gales M21)
- Selección juvenil de rugby de Inglaterra (Inglaterra M21)
- Selección juvenil de rugby de Irlanda (Irlanda M21)
- Selección juvenil de rugby de Italia (Italia M21)

## Posiciones
| Pos. | Equipo     | Encuentros | Encuentros | Encuentros | Encuentros | Tantos  | Tantos    | Tantos     | Puntos Totales |
| Pos. | Equipo     | jugados    | ganados    | empatados  | perdidos   | a favor | en contra | diferencia | Puntos Totales |
| ---- | ---------- | ---------- | ---------- | ---------- | ---------- | ------- | --------- | ---------- | -------------- |
| 1    | Francia    | 5          | 5          | 0          | 0          | 166     | 68        | +98        | 10             |
| 2    | Gales      | 5          | 4          | 0          | 1          | 225     | 133       | +92        | 8              |
| 3    | Inglaterra | 5          | 3          | 0          | 2          | 163     | 111       | +52        | 6              |
| 4    | Irlanda    | 5          | 2          | 0          | 3          | 165     | 120       | +45        | 4              |
| 5    | Italia     | 5          | 1          | 0          | 4          | 50      | 240       | -190       | 2              |
| 6    | Escocia    | 5          | 0          | 0          | 5          | 60      | 157       | -97        | 0              |

Nota: Se otorgan 2 puntos al equipo que gane un partido, 1 al que empate y 0 al que pierda

## Resultados

### Desarrollo
| 1 de febrero | Escocia | 16 - 31 | Inglaterra |  |  |

| 2 de febrero | Irlanda | 36 - 38 | Gales |  |  |

| 3 de febrero | Francia | 62 - 3 | Italia |  |  |

| 15 de febrero | Inglaterra | 28 - 23 | Irlanda |  |  |

| 15 de febrero | Italia | 6 - 3 | Escocia |  |  |

| 15 de febrero | Gales | 22 - 30 | Francia |  |  |

| 1 de marzo | Francia | 21 - 19 | Inglaterra |  |  |

| 1 de marzo | Irlanda | 25 - 18 | Escocia |  |  |

| 1 de marzo | Gales | 65 - 12 | Italia |  |  |

| 22 de marzo | Inglaterra | 35 - 36 | Gales |  |  |

| 22 de marzo | Irlanda | 60 - 14 | Italia |  |  |

| 22 de marzo | Escocia | 3 - 31 | Francia |  |  |

| 5 de abril | Francia | 22 - 21 | Irlanda |  |  |

| 5 de abril | Gales | 64 - 20 | Escocia |  |  |

| 5 de abril | Italia | 15 - 50 | Inglaterra |  |  |

| Bandera de Francia |
| Campeón Francia    |
| Segundo título     |